# Зеленовский (Самарская область)
Зелёновский — посёлок в Исаклинском районе Самарской области в составе сельского поселения Ключи.

## География
Находится на левом берегу реки Большой Суруш на расстоянии примерно 8 километров по прямой на северо-северо-запад от районного центра села Исаклы.

## Население
Постоянное население составляло 92 человека (русские 88 %) в 2002 году, 67 в 2010 году.